# 626-os busz
A 626-os számú elővárosi autóbusz Dabas és Budapest (Népliget) között közlekedik.

## Megállóhelyei
| 626 (Budapest, Népliget autóbusz-pályaudvar – Dabas, Gyón tatárszentgyörgyi elágazás) | 626 (Budapest, Népliget autóbusz-pályaudvar – Dabas, Gyón tatárszentgyörgyi elágazás) | 626 (Budapest, Népliget autóbusz-pályaudvar – Dabas, Gyón tatárszentgyörgyi elágazás) | 626 (Budapest, Népliget autóbusz-pályaudvar – Dabas, Gyón tatárszentgyörgyi elágazás) | 626 (Budapest, Népliget autóbusz-pályaudvar – Dabas, Gyón tatárszentgyörgyi elágazás) | 626 (Budapest, Népliget autóbusz-pályaudvar – Dabas, Gyón tatárszentgyörgyi elágazás) | 626 (Budapest, Népliget autóbusz-pályaudvar – Dabas, Gyón tatárszentgyörgyi elágazás) | 626 (Budapest, Népliget autóbusz-pályaudvar – Dabas, Gyón tatárszentgyörgyi elágazás) |
| Sorszám (↓)                                                                           | Megállóhely                                                                           | Sorszám (↑)                                                                           | Átszállási kapcsolatok |                                                                                       |                                                                                       |                                                                                       |                                                                                       |
| ------------------------------------------------------------------------------------- | ------------------------------------------------------------------------------------- | ------------------------------------------------------------------------------------- | --- | ------------------------------------------------------------------------------------- | ------------------------------------------------------------------------------------- | ------------------------------------------------------------------------------------- | ------------------------------------------------------------------------------------- |
| 0                                                                                     | Budapest, Népliget autóbusz-pályaudvar végállomás                                     | 24                                                                                    | 1, 1A 83 254E 607, 608, 628, 629, 630, 631, 632, 633, 635, 636, 650, 653, 654, 655, 656, 657, 659, 660, 661, 679, 705 1080, 1081, 1085, 1087, 1090, 1092, 1094, 1110, 1111, 1113, 1115, 1120, 1121, 1125, 1131, 1134, 1136, 1172, 1173, 1174, 1175, 1176, 1177, 1183, 1184, 1185, 1188, 1189, 1190, 1193, 1194, 1201, 1205, 1212, 1215, 1216, 1229, 1251, 1253, 1254, 1257, 1268 |                                                                                       |                                                                                       |                                                                                       |                                                                                       |
| A budapesti megállókban Dabas felé csak felszállás céljából áll meg.                  |                                                                                       |                                                                                       | |                                                                                       |                                                                                       |                                                                                       |                                                                                       |
| 1                                                                                     | Budapest, Határ út                                                                    | 23                                                                                    | 66, 66B, 66E, 84E, 89E, 94E, 99, 123, 123A, 142E, 194, 194B, 294E 42, 50, 52 628, 629, 660 1080, 1110 |                                                                                       |                                                                                       |                                                                                       |                                                                                       |
| 2                                                                                     | Budapest, Pesterzsébet felső                                                          | 22                                                                                    | 66, 66B, 224, 224E 627, 628, 629, 630, 631, 632, 635, 636, 650, 653, 654, 655, 659, 660, 661 1080, 1110 |                                                                                       |                                                                                       |                                                                                       |                                                                                       |
| 3                                                                                     | Budapest, Soroksár, Hősök tere                                                        | 21                                                                                    | 66, 66B, 66E, 135, 166 627, 628, 629, 630, 631, 632, 635, 636, 650, 653, 654, 655, 659, 660, 661 1080, 1110 |                                                                                       |                                                                                       |                                                                                       |                                                                                       |
| 4                                                                                     | Budapest, Zsellér dűlő                                                                | 20                                                                                    | 66, 66B, 66E, 135 627, 628, 629, 630, 631, 632, 635, 636 |                                                                                       |                                                                                       |                                                                                       |                                                                                       |
| 5                                                                                     | Budapest, Központi raktárak                                                           | 19                                                                                    | 66, 66B, 66E 627, 628, 629, 630, 631, 632, 635, 636 |                                                                                       |                                                                                       |                                                                                       |                                                                                       |
| Budapest–Alsónémedi közigazgatási határa                                              |                                                                                       |                                                                                       | |                                                                                       |                                                                                       |                                                                                       |                                                                                       |
| 6                                                                                     | Alsónémedi, Árpád út                                                                  | 18                                                                                    | 627, 628, 629, 630, 631, 636 1080, 1081, 1090 |                                                                                       |                                                                                       |                                                                                       |                                                                                       |
| (+1)                                                                                  | Alsónémedi, Árpád utca 59.                                                            | ∫                                                                                     | 627, 628, 630, 631, 636 1080 |                                                                                       |                                                                                       |                                                                                       |                                                                                       |
| (+2)                                                                                  | Alsónémedi, Haraszti utca 81.                                                         | ∫                                                                                     | 627, 628, 630, 631, 633, 636 1080 |                                                                                       |                                                                                       |                                                                                       |                                                                                       |
| (+3)                                                                                  | Alsónémedi, Haraszti utca 13.                                                         | ∫                                                                                     | 627, 628, 630, 631, 633, 636 1080 |                                                                                       |                                                                                       |                                                                                       |                                                                                       |
| 7                                                                                     | Alsónémedi, Szabadság tér                                                             | 17                                                                                    | 627, 628, 629, 630, 631, 633, 636 1080, 1081, 1090 |                                                                                       |                                                                                       |                                                                                       |                                                                                       |
| Alsónémedi–Ócsa közigazgatási határa                                                  |                                                                                       |                                                                                       | |                                                                                       |                                                                                       |                                                                                       |                                                                                       |
| 8                                                                                     | Bugyi elágazás                                                                        | 16                                                                                    | 627, 628, 629, 630 |                                                                                       |                                                                                       |                                                                                       |                                                                                       |
| 9                                                                                     | Ócsai tanyák                                                                          | 15                                                                                    | 627, 628, 629 |                                                                                       |                                                                                       |                                                                                       |                                                                                       |
| 10                                                                                    | Felsőbabádi elágazás                                                                  | 14                                                                                    | 627, 628, 629, 640, 641, 643 1080, 1081, 1090 |                                                                                       |                                                                                       |                                                                                       |                                                                                       |
| 11                                                                                    | Felsőbabád                                                                            | 13                                                                                    | 627, 628, 629, 640, 641 1080, 1081, 1090 |                                                                                       |                                                                                       |                                                                                       |                                                                                       |
| Ócsa–Dabas közigazgatási határa                                                       |                                                                                       |                                                                                       | |                                                                                       |                                                                                       |                                                                                       |                                                                                       |
| 12                                                                                    | 35-ös km kő                                                                           | 12                                                                                    | 627, 628, 629, 640, 641 1080, 1081, 1090 |                                                                                       |                                                                                       |                                                                                       |                                                                                       |
| 13                                                                                    | Dabas, Sári híd                                                                       | 11                                                                                    | 627, 628, 629, 640, 641 |                                                                                       |                                                                                       |                                                                                       |                                                                                       |
| *                                                                                     | Dabas, motel                                                                          | *                                                                                     | 629 1080, 1081, 1090 |                                                                                       |                                                                                       |                                                                                       |                                                                                       |
| ∫                                                                                     | Dabas, gimnázium                                                                      | *                                                                                     | 595, 609, 610, 611, 612, 614, 618, 621, 622, 629, 640, 641 1080 |                                                                                       |                                                                                       |                                                                                       |                                                                                       |
| 14                                                                                    | Dabas, Sári okmányhivatal                                                             | 10                                                                                    | 609, 611, 617, 618, 619, 627, 628, 629, 640, 641 1080 |                                                                                       |                                                                                       |                                                                                       |                                                                                       |
| 15                                                                                    | Dabas, Sári Kálvária                                                                  | 9                                                                                     | 611, 617, 618, 619, 627, 628, 629, 640, 641 1080 |                                                                                       |                                                                                       |                                                                                       |                                                                                       |
| 16                                                                                    | Dabas, Sári-Kaparás                                                                   | 8                                                                                     | 611, 617, 618, 619, 627, 628, 629, 640, 641 1080 |                                                                                       |                                                                                       |                                                                                       |                                                                                       |
| 17                                                                                    | Dabas, Felső-Dabas                                                                    | 7                                                                                     | 611, 617, 618, 619, 627, 628, 629, 640, 641 1080 |                                                                                       |                                                                                       |                                                                                       |                                                                                       |
| 18                                                                                    | Dabas, Felsődabasi templom                                                            | 6                                                                                     | 617, 618, 619, 627, 628, 629, 640, 641 1080 |                                                                                       |                                                                                       |                                                                                       |                                                                                       |
| 19                                                                                    | Dabas, Népbolt                                                                        | 5                                                                                     | 610, 617, 618, 619, 627, 628, 629, 640, 641 1080 |                                                                                       |                                                                                       |                                                                                       |                                                                                       |
| 20                                                                                    | Dabas, Alsó-Dabasi templom                                                            | 4                                                                                     | 610, 612, 614, 617, 618, 619, 627, 628, 629, 640, 641 |                                                                                       |                                                                                       |                                                                                       |                                                                                       |
| (+1)                                                                                  | Dabas, Lakos dr. utca                                                                 | (+3)                                                                                  | 618, 627, 628, 640, 641 1080 |                                                                                       |                                                                                       |                                                                                       |                                                                                       |
| (+2)                                                                                  | Dabas, Vörösmarty utca                                                                | (+2)                                                                                  | 595, 610, 612, 614, 618, 621, 622, 627, 628, 629, 640, 641 1080 |                                                                                       |                                                                                       |                                                                                       |                                                                                       |
| (+3)                                                                                  | Dabas, Lakos dr. utca                                                                 | (+1)                                                                                  | 618, 627, 628, 640, 641 1080 |                                                                                       |                                                                                       |                                                                                       |                                                                                       |
| 21                                                                                    | Dabas, kaszinó                                                                        | 3                                                                                     | 595, 610, 612, 614, 617, 618, 619, 627, 628, 629, 640, 641 |                                                                                       |                                                                                       |                                                                                       |                                                                                       |
| 22                                                                                    | Dabas, filmszínház                                                                    | 2                                                                                     | 619, 624, 627, 628, 629, 640 |                                                                                       |                                                                                       |                                                                                       |                                                                                       |
| 23                                                                                    | Dabas, Gyón régi Piactér                                                              | 1                                                                                     | 619, 620, 621, 623, 624, 627, 628, 629, 640 |                                                                                       |                                                                                       |                                                                                       |                                                                                       |
| 24                                                                                    | Dabas, Gyón tatárszentgyörgyi elágazás végállomás                                     | 0                                                                                     | 619, 620, 621, 623, 624, 627, 628, 629, 640 |                                                                                       |                                                                                       |                                                                                       |                                                                                       |

* Dabas, motelt csak néhány járat érinti. Ezek kihagyják Sári okmányhivatal és Alsó-dabasi templom közötti megállókat.